# Astyanax cordovae
Astyanax cordovae és una espècie de peix de la família dels caràcids i de l'ordre dels caraciformes.

## Morfologia
- Els mascles poden assolir cm de llargària total.[5]

## Hàbitat
Viu a àrees de clima temperat.

## Distribució geogràfica
Es troba a Sud-amèrica: riu Primero, a l'oest de l'Argentina.